# Shō Kiryūin
Shō Kiryūin (鬼龍院翔, Kiryūin Shō) (Tóquio, 20 de junho de 1984) é um cantor e compositor japonês. É conhecido por ser o vocalista da banda de visual kei e rock cômico Golden Bomber. Apesar de ser o líder da banda de "air rock", ele toca vários instrumentos, como baixo, piano, guitarra e violino.

## Carreira

### Golden Bomber (2004–presente)
Sho formou a banda de visual kei Golden Bomber em 2004 ao lado do guitarrista Kyan Yutaka.
O grupo anunciou um hiato no dia 11 de novembro de 2012 devido a problemas de saúde de Sho, que precisava de tratamento para problemas na garganta. Logo no dia seguinte, ele comunicou que a notícia de hiato foi um equívoco e poderia continuar cantando normalmente, completando que apenas o alcance soprano de sua voz foi afetado.

### Carreira solo (2012–presente)
O cantor estreou sua carreira solo com a canção "Life is SHOW TIME", tema de abertura de Kamen Rider Wizard. Foi lançada em 24 de outubro de 2012 e alcançou a primeira posição na Billboard Japan Hot 100.
No ano de 2020, em colaboração com Takanori Nishikawa cantou  "1 ・ 2 ・ 3" de After the Rain, um dos temas de abertura do anime Pokémon.
Em 2021 participou da campanha beneficente para crianças com câncer Live Empower Children. Junto com outros artistas, apresentou a canção "My Hero ~Kiseki no Uta~".

## Vida pessoal
Em 4 de setembro de 2021, Shō se casou e no mesmo dia anunciou através de seu blog no Ameba. 

## Discografia

### Solo
Singles
- Life is SHOW TIME (24 de outubro de 2012)

### Com Golden Bomber
Álbuns de estúdio
| Título                       | Japonês                        | Lançamento             | Posição de pico     | Posição de pico |
| Título                       | Japonês                        | Lançamento             | Oricon Albums Chart |                 |
| ---------------------------- | ------------------------------ | ---------------------- | ------------------- | --------------- |
| Golden Album                 | ゴールデン・アルバム           | 4 de abril de 2012     | 2                   |                 |
| No Music No Weapon           | ノーミュージック・ノーウエポン | 17 de junho de 2015    | 1                   |                 |
| Kirāchūn shikanē yo          | キラーチューンしかねえよ       | 31 de janeiro de 2018  | 2                   |                 |
| Mō kōhaku ni dashite kurenai | もう紅白に出してくれない       | 28 de dezembro de 2019 | 4                   |                 |